# La Regalada, Cuerámaro
La Regalada är en ort i Mexiko.   Den ligger i kommunen Cuerámaro och delstaten Guanajuato, i den centrala delen av landet, 300 km väster om huvudstaden Mexico City. La Regalada ligger 1 783 meter över havet och antalet invånare är 433.
Terrängen runt La Regalada är kuperad åt sydväst, men åt nordost är den platt. Runt La Regalada är det ganska tätbefolkat, med 72 invånare per kvadratkilometer. Närmaste större samhälle är Cuerámaro, 3,2 km nordost om La Regalada. I omgivningarna runt La Regalada växer huvudsakligen savannskog.